# Acacia dentifera
Acacia dentifera är en ärtväxtart som beskrevs av George Bentham. Acacia dentifera ingår i släktet akacior, och familjen ärtväxter. Inga underarter finns listade i Catalogue of Life.